# Monsanto
Monsanto Company Inc. – międzynarodowy koncern specjalizujący się w biotechnologii oraz chemii organicznej nastawionej na produkcję w zakresie rolnictwa.
We wrześniu 2016 roku zarząd Monsanto zaakceptował ofertę przejęcia przez niemiecki koncern chemiczny Bayer AG za kwotę 66 mld USD.

## Profil działalności
Monsanto jest światowym producentem herbicydu glifosatu, który pod nazwą handlową Roundup jest sztandarowym produktem tego koncernu.
Monsanto jest także producentem zmodyfikowanego genetycznie ziarna siewnego, kontrolując od 70 do 100% rynku. Agracetus, firma której 100% udziałów należy do Monsanto, posiada wyłączność na produkcję genetycznie zmodyfikowanej fasoli sojowej sprzedawanej pod nazwą Roundup Ready. W marcu 2005 Monsanto przejęło Seminis Inc.
Działalność na rynku genetycznie zmodyfikowanego ziarna siewnego, produkcja hormonu wzrostu bydła domowego oraz agresywny styl lobbingu spowodował, że Monsanto stało się jednym z najbardziej znienawidzonych przez działaczy ruchów antyglobalistycznych i ekologicznych koncernów międzynarodowych. Wiele innych korporacji chemicznych i biochemicznych również znajduje się pod silną krytyką, jednak Monsanto jest wyjątkowo popularnym celem ataku aktywistów proekologicznych. Ukuli oni w stosunku do żywności produkowanej z użyciem technologii Monsanto termin frankenfood (od Frankenstein i food, żywność), a sama nazwa koncernu jest przez nich przekręcana na Monsatan. Według opinii antyglobalistów Monsanto jest sztandarowym przykładem terroryzmu korporacyjnego.

## Kontrowersje związane z niektórymi produktami Monsanto
- Aspartam, którego produkcję jako dodatku do żywności rozpoczęła firma farmaceutyczna G.D. Searle & Company, przejęta później przez Monsanto. Pod koniec lat 90. XX wieku opublikowano wyniki kilku badań, które sugerowały występowanie związków między spożywaniem aspartamu i chorób takich jak nowotwór mózgu i układu limfatycznego. Nie ma jednak dowodów naukowych świadczących o tym, że aspartam powoduje nowotwory w ludzkim organizmie[3]. Badania na dużych populacjach ludzi, jak i w przytłaczającej większości badań na zwierzętach nie znalazły związku aspartamu z nowotworami. Podobnie inne zagrożenia dla zdrowia związane z używaniem słodzika, w obliczu dostępnego obecnie materiału naukowego, są uważane za minimalne lub nieistniejące[4][5].
- Czynnik pomarańczowy – produkowany m.in. przez Monsanto defoliant stosowany przez Stany Zjednoczone podczas wojny w Wietnamie do niszczenia dżungli zawierający znaczne ilości zanieczyszczeń w postaci polichlorowanych dibenzodioksyn (głównie TCDD) powstałych jeszcze na etapie produkcji[6].
- Polichlorowane bifenyle – produkowane m.in. przez Monsanto, od 1977 zdelegalizowane w Stanach Zjednoczonych z powodu właściwości rakotwórczych. W Unii Europejskiej można je stosować z ograniczeniami.
- DDT – produkowany m.in. przez Monsanto insektycyd wykorzystywany od lat 40. do początku lat 60. XX wieku. Obecnie DDT nie jest używany w krajach wysoko rozwiniętych z powodu jego trwałości i nagromadzania się w organizmach żywych. W krajach trzeciego świata w dalszym ciągu jest używany do walki z komarami roznoszącymi malarię.
- Cycle-Safe – pierwsza plastikowa butelka na napoje, po roku zaprzestano używania z powodu stwierdzonego ryzyka raka u ludzi. Po kilku latach ponownie zaaprobowana przez amerykańską Agencję Żywności i Leków.
- Posilac – rekombinowany bydlęcy hormon wzrostu, zwiększa produkcję mleka u otrzymujących go krów. Ze względu na zwiększoną podatność tych krów na infekcje (związaną ze wzrostem mleczności[7]), otrzymują one wyższe dawki antybiotyków; nie stwierdzono bezpośredniego działania rBGH na ludzi. rBGH nie został dopuszczony do użytku w Kanadzie i niektórych krajach Unii Europejskiej. Z dniem 01.01.2000 r. wycofany z użycia w krajach UE.
- Roundup – firma sprzedawała środek wraz z informacją, że ulega biodegradacji. Było to jednak wprowadzanie klientów w błąd, ponieważ Roundup nie był biodegradowalny – Monsanto przegrało sprawę sądową w tej kwestii[8] we Francji[9][10].